# Vaso Médici
El Vaso Médici es una monumental crátera en forma de campana de mármol esculpido en Atenas en la segunda mitad del siglo I, como ornamento de jardín para el público del comercio romano. Ahora está expuesta en la Galería de los Uffizi en Florencia.

## Descripción

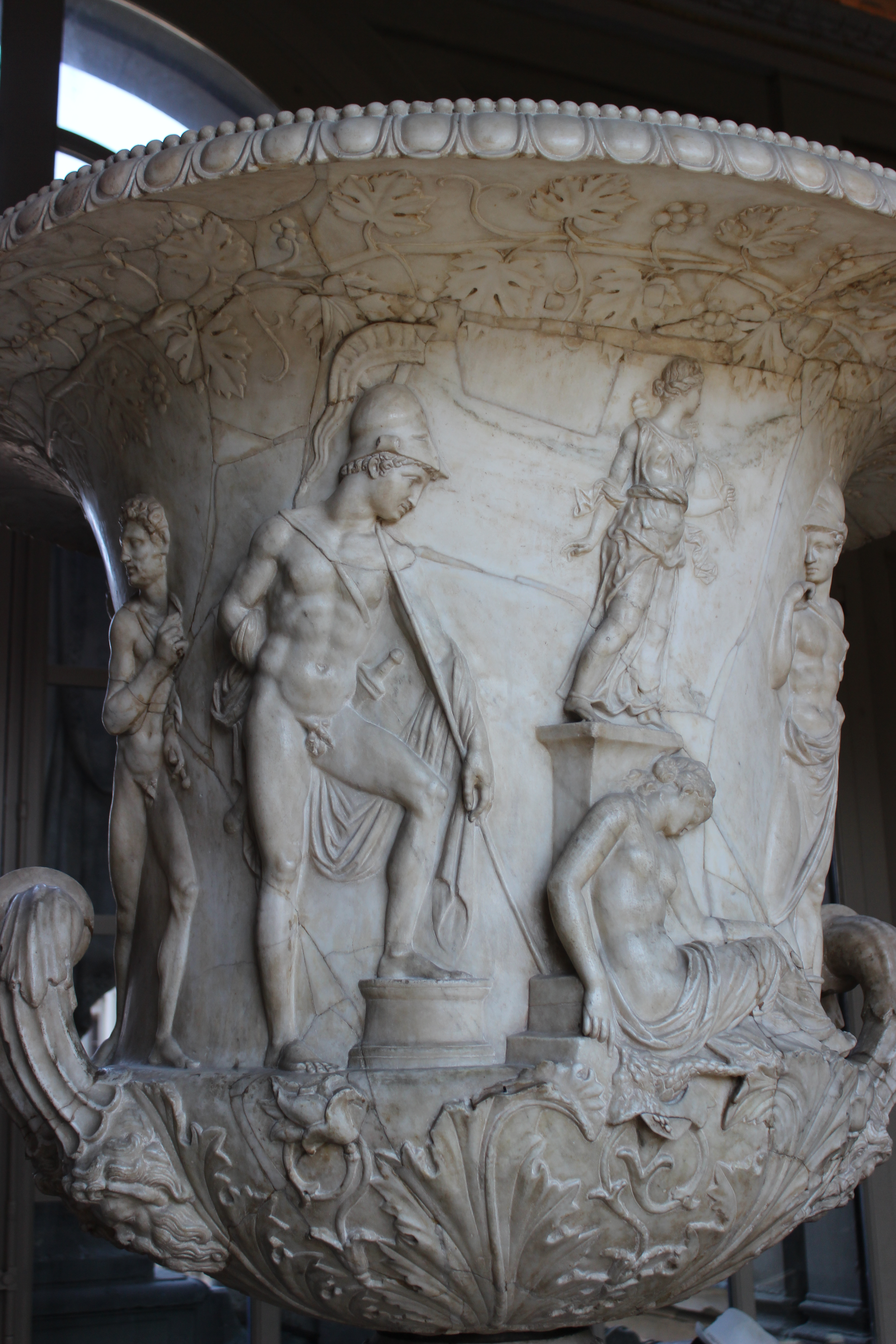
Detalle del Sacrificio de Ifigenia en el Vaso Médici.

Tiene una altura de 1,73 con pedestal incluido x 1,35 m de diámetro, con un borde superior labrado, muestra un friso profundo tallado con un bajorrelieve mitológico que desafía con éxito la identificación segura: una figura femenina, solo cubierta su parte inferior con una tela drapeada, centra el sacrificio de Ifigenia, sentada debajo de una estatua de una diosa en un alto pedestal que podría representar a Diana, con guerreros heroicos en cada lado, de pie, quizás Agamenón y Aquiles u Odiseo. Dos asas de bucle estriadas se elevan desde las cabezas de los sátiros que se encuentran a cada lado de la base tallada con hojas de acanto, el vaso reposa sobre una base extendida en un pedestal cuadrado bajo.

## Historia
El jarrón apareció en el inventario de 1598 de la Villa Médici, Roma, pero se desconoce su origen. Se trasladó de la villa en 1780, y desde entonces se ha exhibido en la Galería de los Uffizi, en el primer piso Verone sull'Arno con vistas al río Arno. A menudo se ilustraba en grabados, el más famoso de los cuales es de Stefano della Bella (1656); que representó al joven heredero Médici que se convertiría en el Gran Duque Cosme III sentado, dibujando el jarrón.
A menudo emparejados como ornamentos de jardín desde finales del siglo XVII con el similar Vaso Borghese, son dos de los jarrones más admirados e influyentes procedentes de la antigüedad. El lugar del Vaso Médici en el canon occidental de restos griegos y romanos puede medirse por su posición prominente en las vistas compuestas o caprichosas que eran una especialidad del pintor romano Giovanni Paolo Panini, por elegir uno de los ejemplos más destacados. Angelica Kauffmann pintó a Lord Berwick en su Grand Tour sentado al lado del jarrón.
Muchas «copias», fueron hechas para decorar palacios o sus jardines hasta el siglo XIX. El Vaso Médici sigue siendo un tema popular para la imitación en bronce o porcelana, por ejemplo, en el jaspeware de Josiah Wedgwood (ca 1790). El material en las muchas versiones decorativas posteriores del emparejamiento se puede encontrar también en el Vaso Borghese.

## Galería de copias

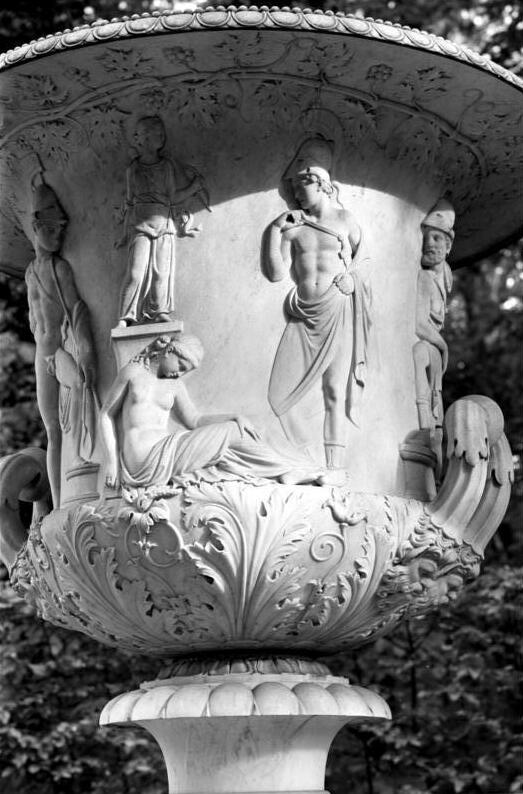
Potsdam, Sanssouci
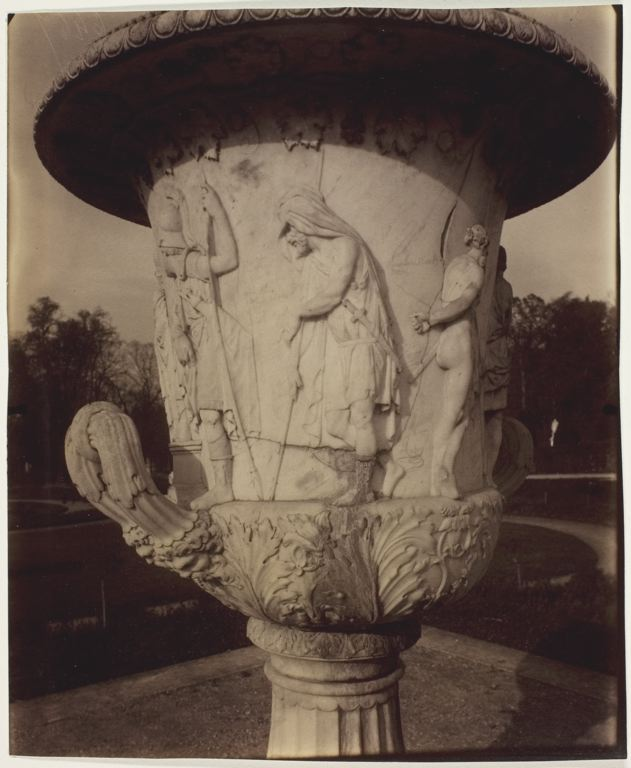
Eugène Atget fotografías del Palacio de Versalles
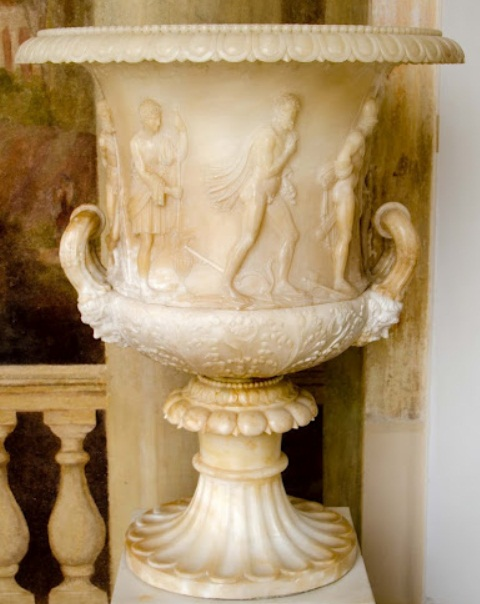
Palacio de Wilanów, Polonia
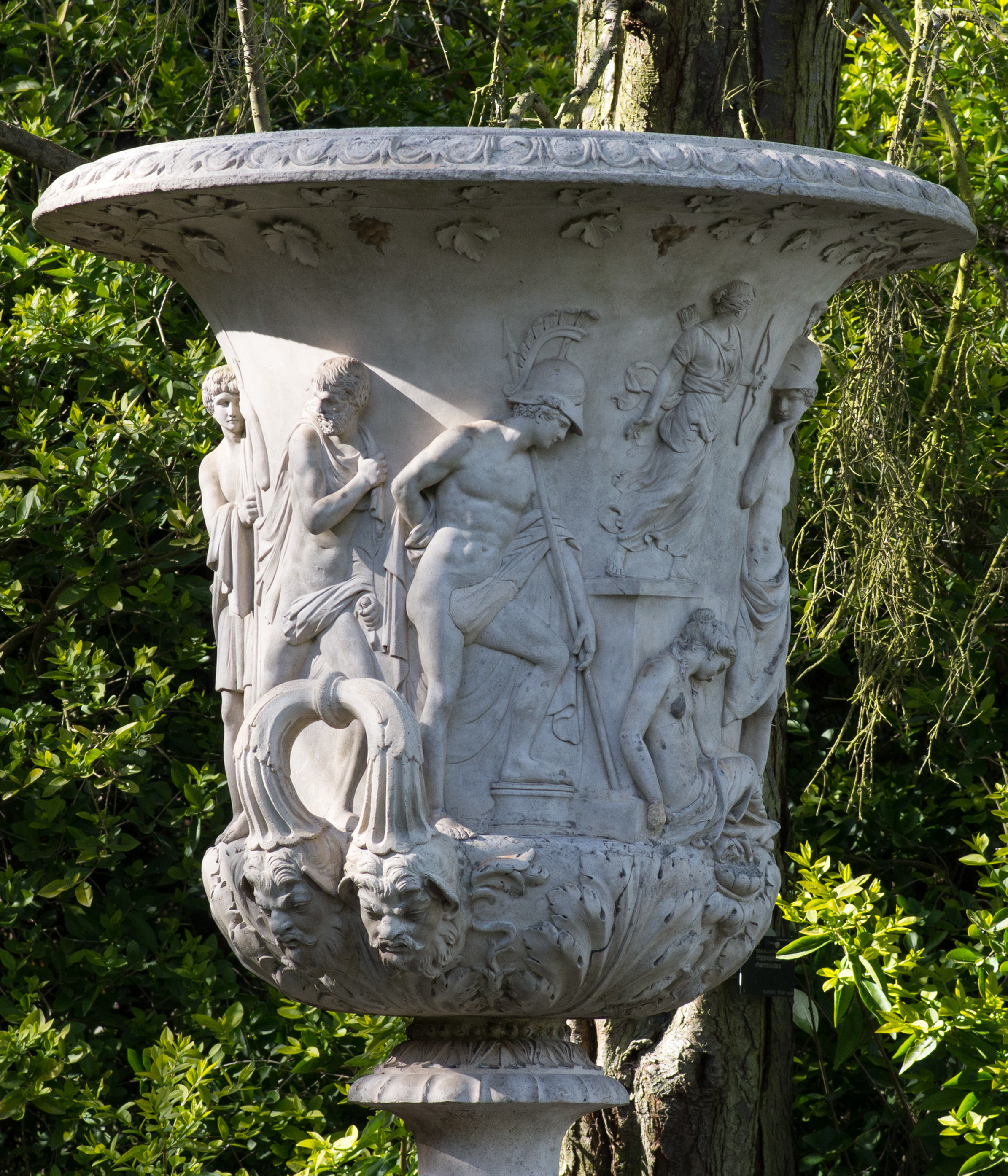
Kew Gardens, Londres